# Selo nad Polhovim Gradcem
Selo nad Polhovim Gradcem – wieś w Słowenii, w gminie Dobrova-Polhov Gradec. W 2018 roku liczyła 36 mieszkańców.